# Oleșkovîci, Rojîșce
Oleșkovîci (în ucraineană Олешковичі) este un sat în comuna Nosacevîci din raionul Rojîșce, regiunea Volînia, Ucraina.

## Demografie
Componența lingvistică a localității Oleșkovîci
     Ucraineană (98,84%)
     Rusă (1,16%)
Conform recensământului din 2001, majoritatea populației localității Oleșkovîci era vorbitoare de ucraineană (98,84%), existând în minoritate și vorbitori de rusă (1,16%).